# Appello salafita
Salafist Calling (in arabo: الدعوة السلفية latinizzato: Ad-Da'wa As-Salafiya), ovvero Appello Salafita, è un'organizzazione salafita  fondata in Egitto nel 1984.  Nel 2011 ha fondato il Partito al-Nur,  che è arrivato ad essere il secondo partito con più seggi alle elezioni parlamentari egiziane del 2011-2012 .  L'organizzazione è guidata dal Presidente Mohamed Abdel Fattah Abu Idris, coadiuvato dal vicepresidente Yasser Borhamy. 